# Wyścig Solidarności i Olimpijczyków 2017
28. edycja kolarskiego Wyścigu Solidarności i Olimpijczyków odbywała się od 28 czerwca do 1 lipca 2017 roku. Wyścig liczył 5 etapów, o łącznym dystansie 734,4 km. Wyścig figurował w kalendarzu cyklu UCI Europe Tour, posiadając kategorię UCI 2.2.

## Uczestnicy
Lista drużyn uczestniczących w wyścigu:
| Numery | Kod | Drużyna                 |
| ------ | --- | ----------------------- |
| 1-6    | MET | Metec-TKH               |
| 7-12   | CCC | CCC Sprandi Polkowice   |
| 13-18  | VCT | Voster Uniwheels Team   |
| 19-24  | DUK | Dukla Praha             |
| 25-30  | ISD | ISD-Jorbi               |
| 31-36  | -   | Reprezentacja Białorusi |
| 37-42  | WIB | Wibatech 7R Fuji        |
| 43-48  | -   | Reprezentacja Łotwy     |
| 49-54  | ELA | Elkov-Author            |
| 55-59  | MCC | Minsk Cycling Club      |

| Numery  | Kod | Drużyna                   |
| ------- | --- | ------------------------- |
| 61-66   | DSP | Domin Sport               |
| 67-72   | KLS | Kolss Cycling Team        |
| 73-78   | GLO | TC Chrobry Scott Głogów   |
| 79-83   | SBT | Staki-Technorama          |
| 85-90   | P&S | P&S Team Thuringen        |
| 91-96   | LTS | Lotto Soudal U-23         |
| 97-102  | LKT | LKT Team Brandenburg      |
| 103-108 | THU | Team Hurom                |
| 109-112 | -   | Zespół Regionalny Cieszyn |

## Etapy
| Etap | Data       | Start – Meta                 | km    | Typ         | Zwycięzca etapu   | Lider             |
| ---- | ---------- | ---------------------------- | ----- | ----------- | ----------------- | ----------------- |
| 1.   | 28 czerwca | Łódź – Zduńska Wola          | 86,8  | Płaski      | Grzegorz Stępniak | Grzegorz Stępniak |
| 2.   | 28 czerwca | Tomaszów Mazowiecki – Kielce | 121,3 | Płaski      | Alan Banaszek     | Alan Banaszek     |
| 3.   | 29 czerwca | Radom – Stalowa Wola         | 211,1 | Płaski      | Alois Kaňkovský   | Alan Banaszek     |
| 4.   | 30 czerwca | Mielec – Krosno              | 151,1 | Pagórkowaty | Mateusz Komar     | Mateusz Komar     |
| 5.   | 1 lipca    | Świdnik – Lublin             | 164,1 | Pagórkowaty | Kamil Zieliński   | Mateusz Komar     |

## Klasyfikacja generalna
| M-ce | Imię i nazwisko | Kraj     | Drużyna               | Czas        |
| ---- | --------------- | -------- | --------------------- | ----------- |
| 1.   | Mateusz Komar   | Polska   | Voster Uniwheels Team | 17h 22' 53" |
| 2.   | Paweł Cieślik   | Polska   | Elkov-Author          | + 10"       |
| 3.   | Adam Stachowiak | Polska   | Voster Uniwheels Team | + 16"       |
| 4.   | Michał Podlaski | Polska   | Voster Uniwheels Team | + 23"       |
| 5.   | Jarno Gmelich   | Holandia | Metec-TKH             | + 25"       |
| 6.   | Paweł Bernas    | Polska   | Domin Sport           | + 25"       |
| 7.   | Josef Černý     | Czechy   | Elkov-Author          | + 26"       |
| 8.   | Stefan Kreder   | Holandia | Metec-TKH             | + 26"       |
| 9.   | Adrian Kurek    | Polska   | CCC Sprandi Polkowice | + 28"       |
| 10.  | Jasper Hamelink | Holandia | Metec-TKH             | + 28"       |